# Hongkong-dollar
Hongkong-dollar (kinesisk: 港元; symbol HK$; code: HKD) er den officielle valuta i Hongkong. Den inddeles i 100 cent. 
Udstedelsen reguleres af Hong Kong Monetary Authority, der således de facto fungerer som centralbank for Hongkong-dollaren.
Tre banker har licens af Hong Kong Monetary Authority til at udstede egne pengesedler til cirkulation i Hongkong. De tre banker, HSBC, Bank of China og Standard Chartered udsteder hver deres egne pengesedler i enheder af HK$20, HK$50, HK$100, HK$500 and HK$1000. 10 dollar-sedlen og mønter udstedes af Hongkongs regering. 
Per april 2016 er Hongkong-dollar den nr. 13 på listen over de mest handlede valutaer i verden. Udover brugen i Hongkong benyttes valutaen også i Macao, hvor HKD cirkulerer side om side med Macaos pataca.